# Puybegon
Puybegon (okzitanisch: Puègbegon) ist eine französische Gemeinde mit 646 Einwohnern (Stand: 1. Januar 2022) im Département Tarn in der Region Okzitanien. Sie gehört zum Arrondissement Castres und ist Mitglied im Gemeindeverband Gaillac Graulhet Agglomération. Die Einwohner werden Puybegonnais und Puybegonnaises genannt.

## Geografie
Puybegon liegt in der Région naturelle Gaillacois, etwa 43 Kilometer ostnordöstlich von Toulouse und etwa 25 Kilometer südwestlich von Albi am Dadou. Darüber hinaus wird das Gemeindegebiet vom Riou Fauze, dem Ruisseau de la Brande und verschiedenen anderen kleinen Wasserläufen entwässert.
Umgeben wird Puybegon von den Nachbargemeinden Peyrole im Norden, Busque im Osten, Graulhet im Südosten, Briatexte und Saint-Gauzens im Süden sowie Parisot im Westen.

## Bevölkerungsentwicklung
| 1962                       | 1968 | 1975 | 1982 | 1990 | 1999 | 2006 | 2013 | 2020 |
| -------------------------- | ---- | ---- | ---- | ---- | ---- | ---- | ---- | ---- |
| 387                        | 420  | 402  | 426  | 510  | 489  | 497  | 644  | 644  |
| Quellen: Cassini und INSEE |      |      |      |      |      |      |      |      |

## Sehenswürdigkeiten
- Kirche Saint-Sigismond im Ortskern
- Ehemalige Kirche Saint-Martin in Grizac
- Kirche Notre-Dame in Larmès
- Kapelle Sainte-Cécile in Mauribal aus dem 13. Jahrhundert
- Reste der früheren Kirche Saint-Étienne in La Rigobertiere

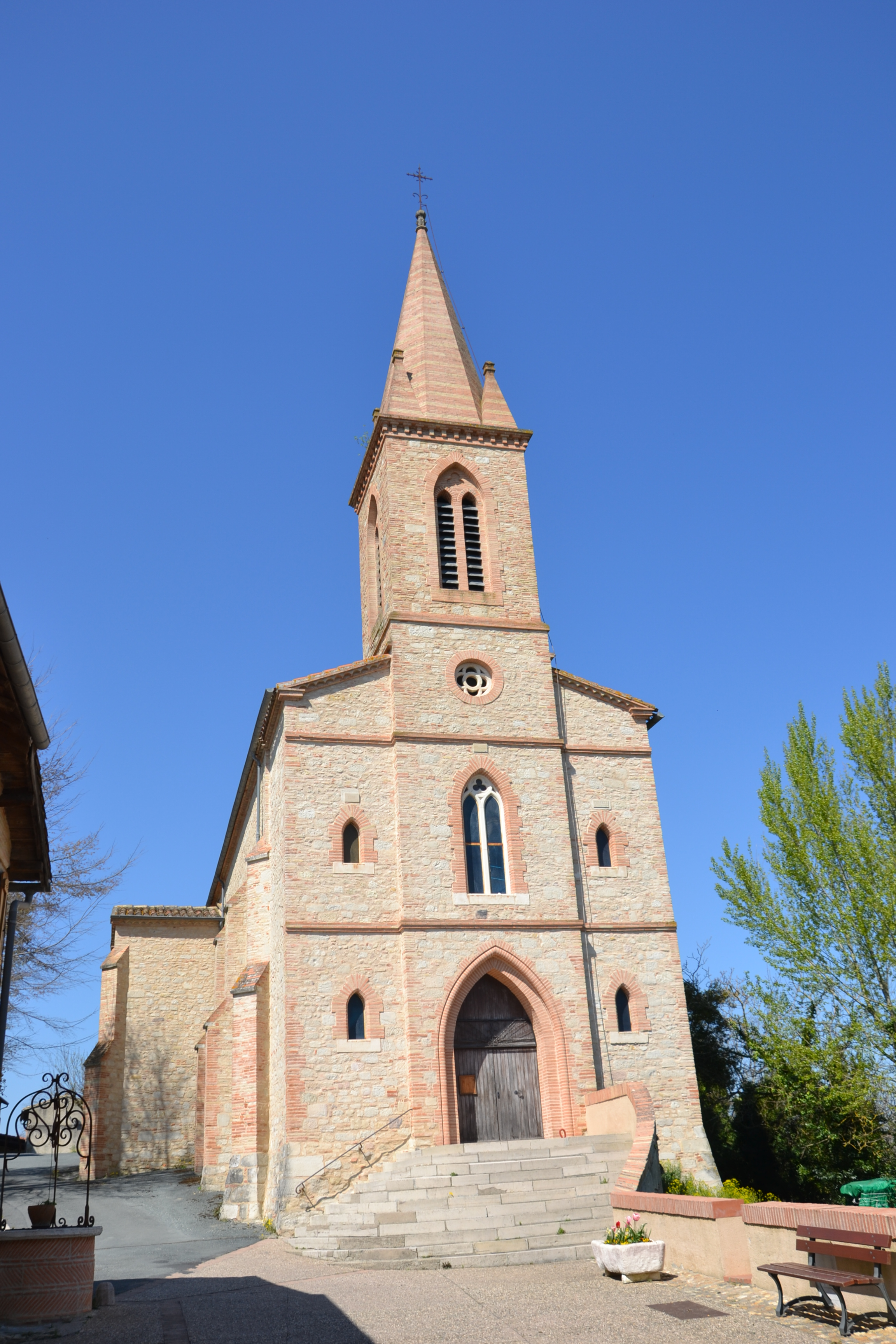
Kirche Saint-Sigismond
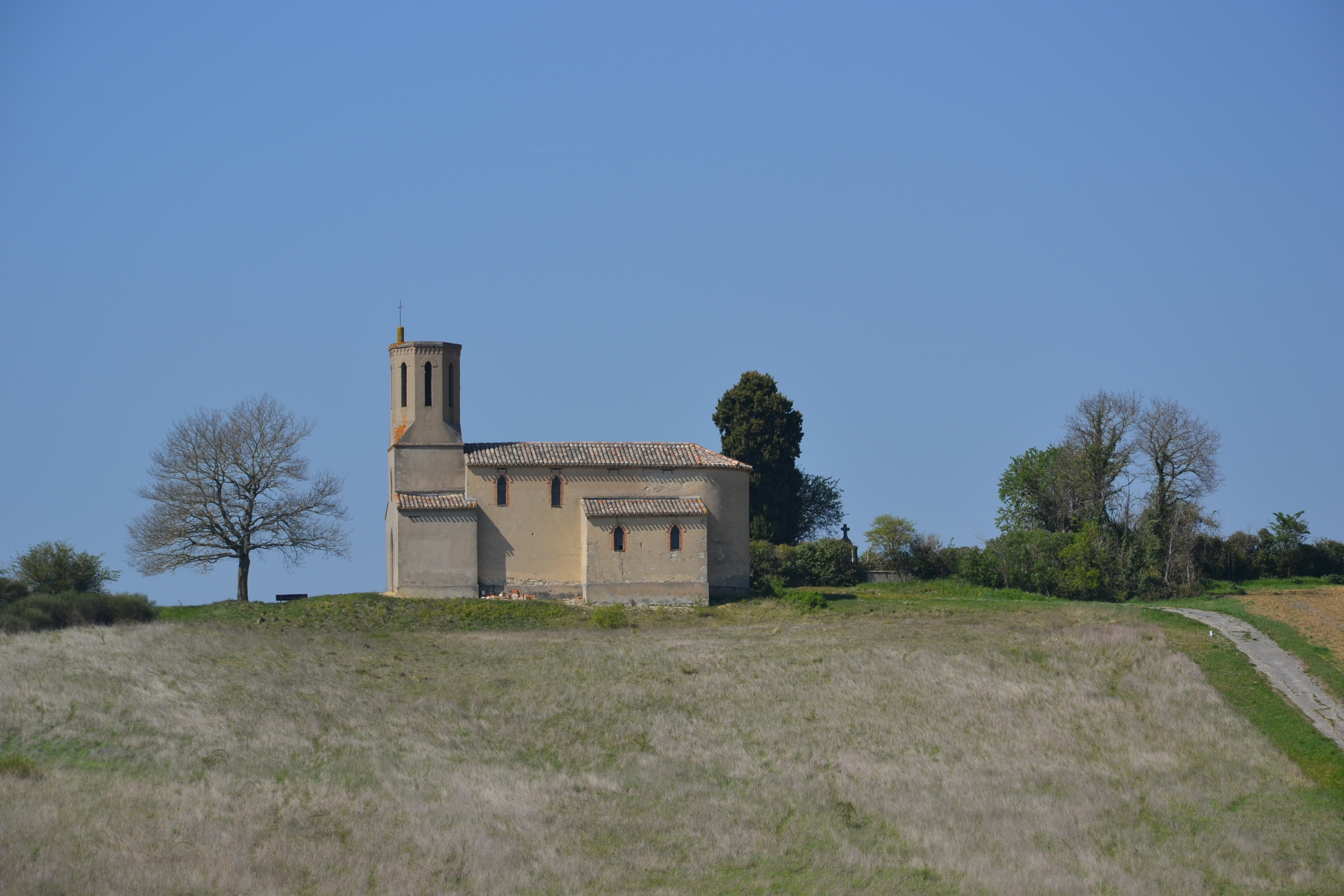
Ehemalige Kirche Saint-Martin
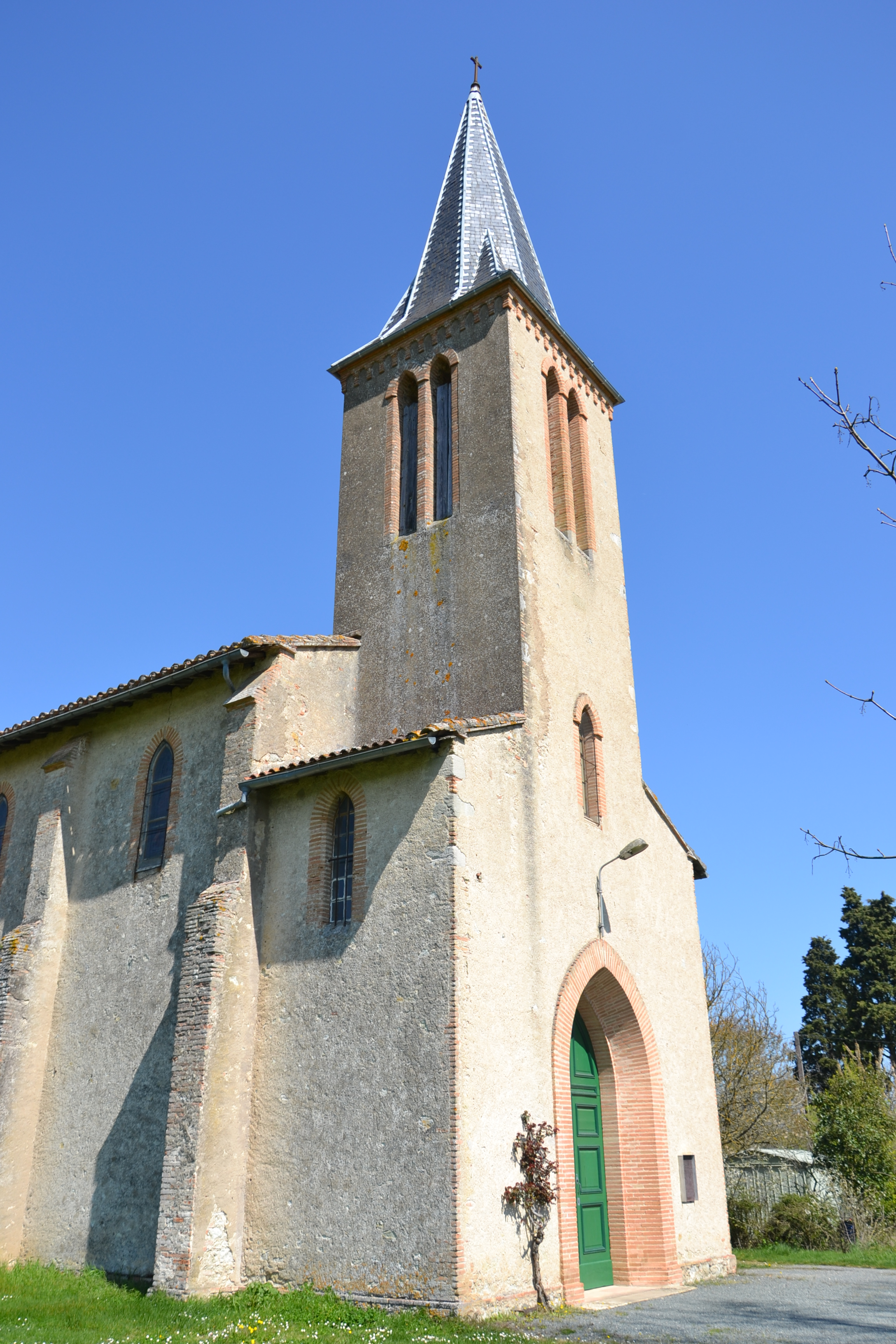
Kirche Notre-Dame
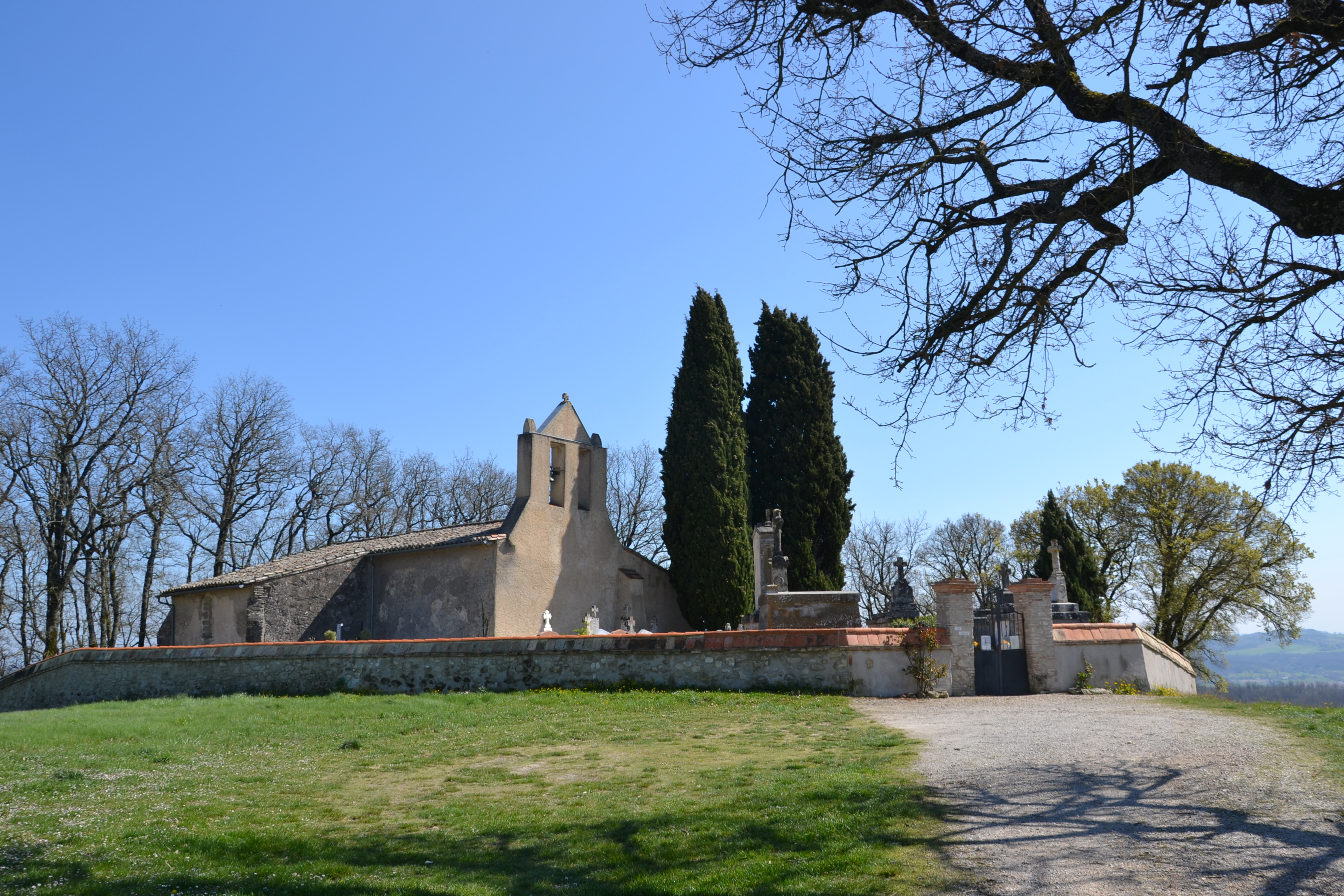
Kapelle Sainte-Cécile